# Gilles Dewaele
Pour les articles homonymes, voir Dewaele.
Gilles Dewaele, né le 13 février 1996 à Knokke-Heist en Belgique, est un footballeur belge qui joue au poste de défenseur au KV Courtrai.

## Biographie

### En club

#### Formation au Cercle Bruges
Né à Knokke-Heist, Gilles Dewaele est repéré par un club phare du pays, à savoir le Cercle Bruges. Il fera toutes ses jeunes classes là-bas. Le 25 octobre 2013, il joue son premier match professionnel face au KAA La Gantoise lors de la douzième journée de Jupiler Pro League. Il marque son premier but professionnel le 4 avril 2015 face au Lierse SK.

#### KVC Westerlo
Le 3 août 2017, il signe au KVC Westerlo. Il joue son premier match le 6 août 2017 lors d'une défaite 2-1 face au Cercle Bruges, comptant pour la première journée de Proximus League. Il marque son premier but le 11 octobre 2019 face au Beerschot V.A.

#### KV Courtrai
Le 1er juillet 2020, il signe au KV Courtrai . Il joue son premier match le 9 août 2020 lors d'une défaite 3-1 face au SK Beveren, comptant pour la première journée de Jupiler Pro League. Il marque son premier but le 13 septembre 2020 face au Royal Excelsior Mouscron.

#### Standard de Liège
Le 12 janvier 2022, il signe au Standard de Liège . Il joue son premier match le 16 janvier 2022 lors d'un match nul 1-1 face au RSC Anderlecht, comptant pour la 22e journée de Jupiler Pro League. Blessé à l’entraînement le 1er décembre 2022 lors du stage des Liégeois à Marbella, il est forfait pour le reste de la saison, les examens ayant révélé une rupture du ligament croisé antérieur du genou droit.

#### Retour au KV Courtrai
Fin juin 2024, alors qu'il n'entre plus dans les plans d'Ivan Leko, Dewaele retourne à Courtrai où il signe un contrat jusqu'en 2027.